# Hypoponera lamottei
Hypoponera lamottei är en myrart som först beskrevs av Bernard 1953.  Hypoponera lamottei ingår i släktet Hypoponera och familjen myror. Inga underarter finns listade i Catalogue of Life.